# Quentin Kirrin
Quentin Kirrin (més conegut com a Oncle Quintí) és un caràcter de ficció creat per Enid Blyton que apareix a moltes de les novel·les infantils Els Cinc. Ell és el pare de Georgina i el tiet de Julià, Ana, i Dick Kirrin. L'Oncle Quintí és un famós inventor i sempre apareix embolicat amb els seus experiments científics.
L'oncle Quintí viu al mas Kirrin. És un geni que passa el seu temps amb els estudis i que no li agrada que ningú el molesti mentre està treballant. tot i que té un temperament fort i que no és gaire tolerant, l'Oncle Quintí té un bon cor. Com la seva filla, Georgina, ell tendeix a tenir el cap en un altre lloc i oblida fins al dia en què està i el nom dels seus nebots.